# Base Est
East Base est un camp de base désaffecté situé sur l'île Stonington, dans la baie de Marguerite, en Antarctique. La base est la plus ancienne station de recherche américaine en Antarctique, puisque commisionnée par Franklin Delano Roosevelt en 1939.
La station a été construite dans le cadre de deux expéditions hivernales américaines : l'United States Antarctic Service Expedition (en) (1939-1941) et l'expédition Ronne (1947-1948).
Le camp de base est désigné monument ou site historique.